# تشارلز إف. بورن
تشارلز إف. بورن (بالإنجليزية: Charles F. Born)‏ هو لاعب كرة قدم أمريكية وضابط أمريكي، ولد في 24 أبريل 1903 في ويسكونسن في الولايات المتحدة، وتوفي في 24 مايو 1979.